# Providenija
Providenija in russo Провидения? è una località del Circondario autonomo di Čukotka, nell'Estremo oriente russo, capoluogo del Providenskij rajon, si trova nella baia omonima. È stata fondata nel 1939.

## Galleria d'immagini

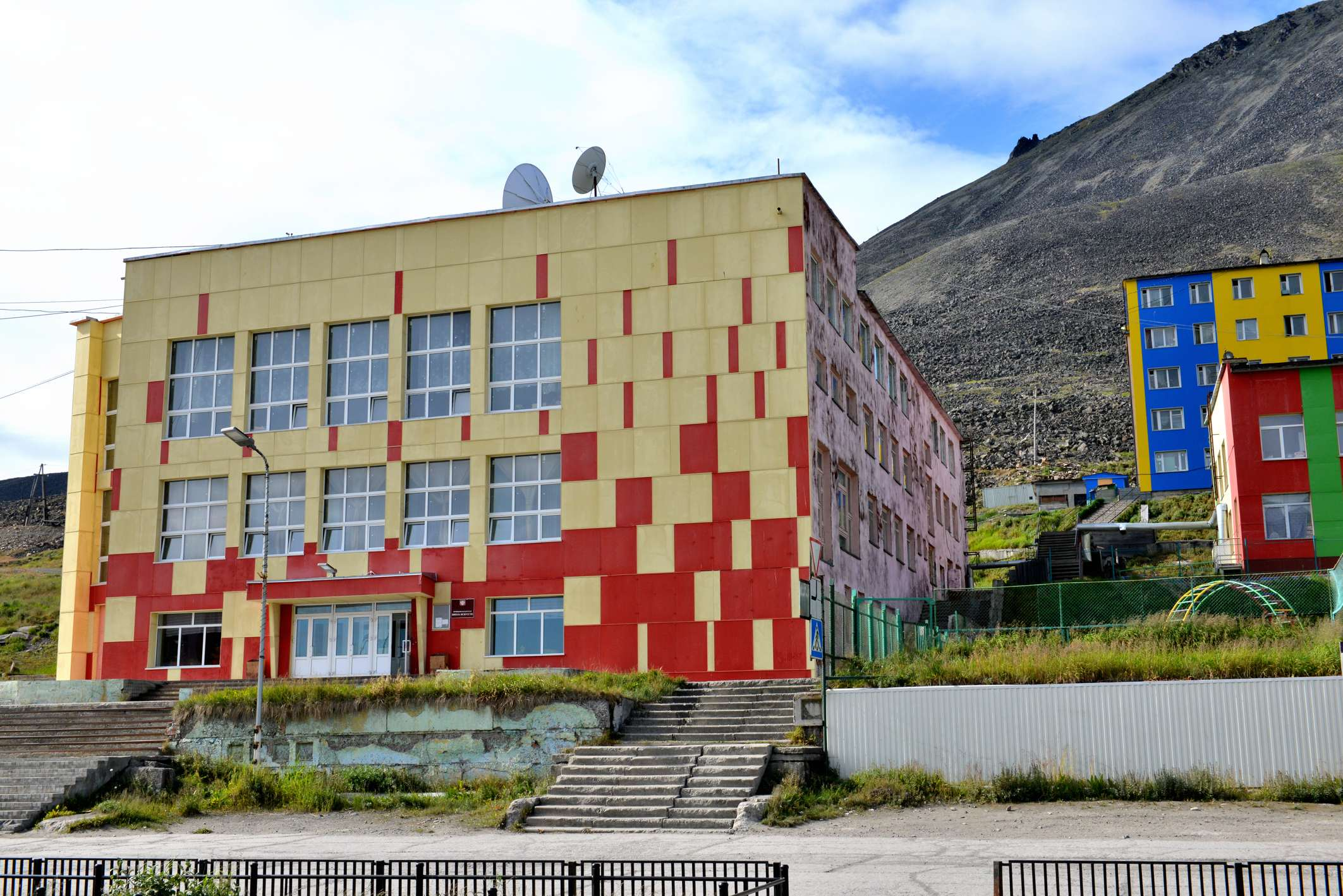
Il Palazzo della Cultura
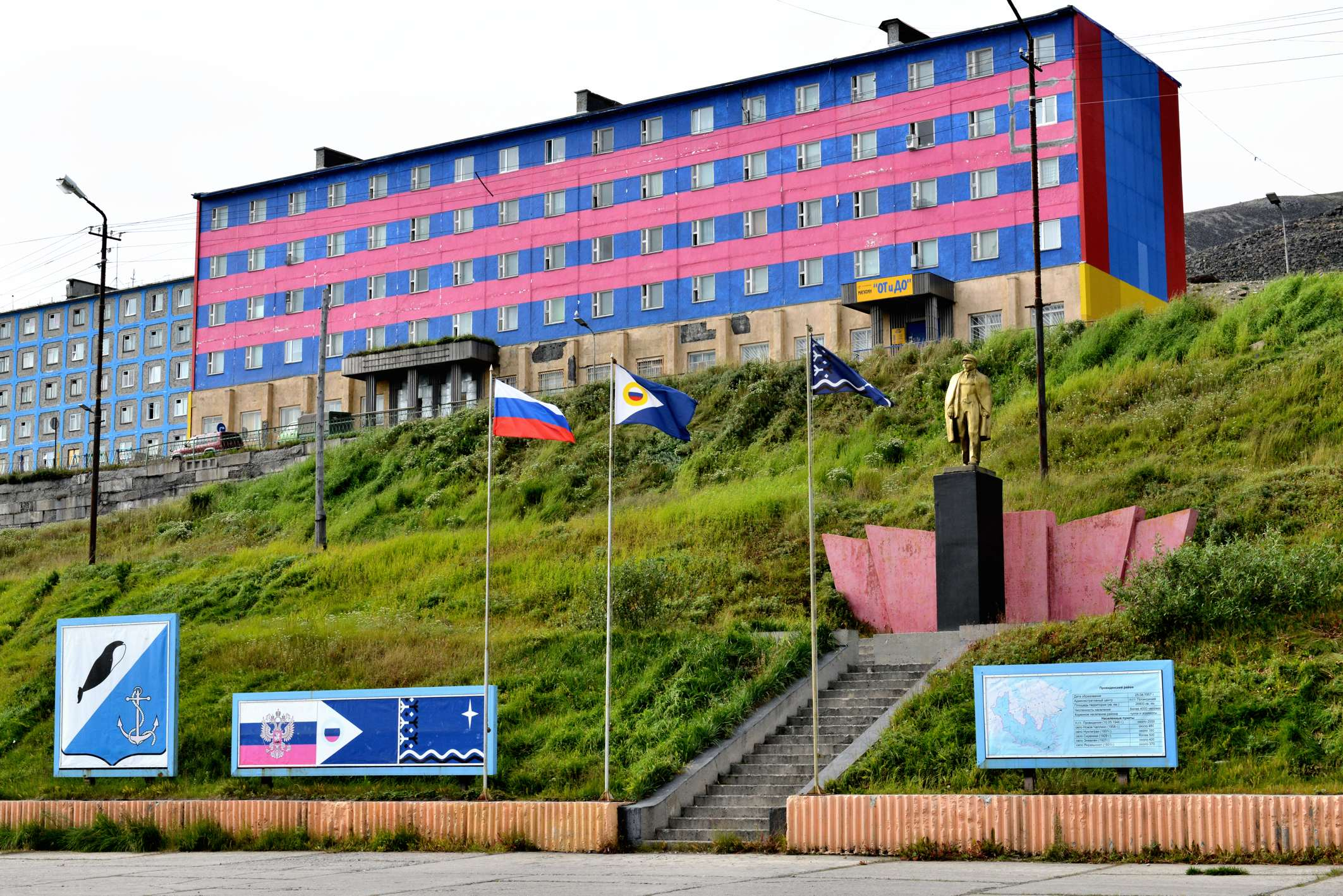
Monumento a Lenin
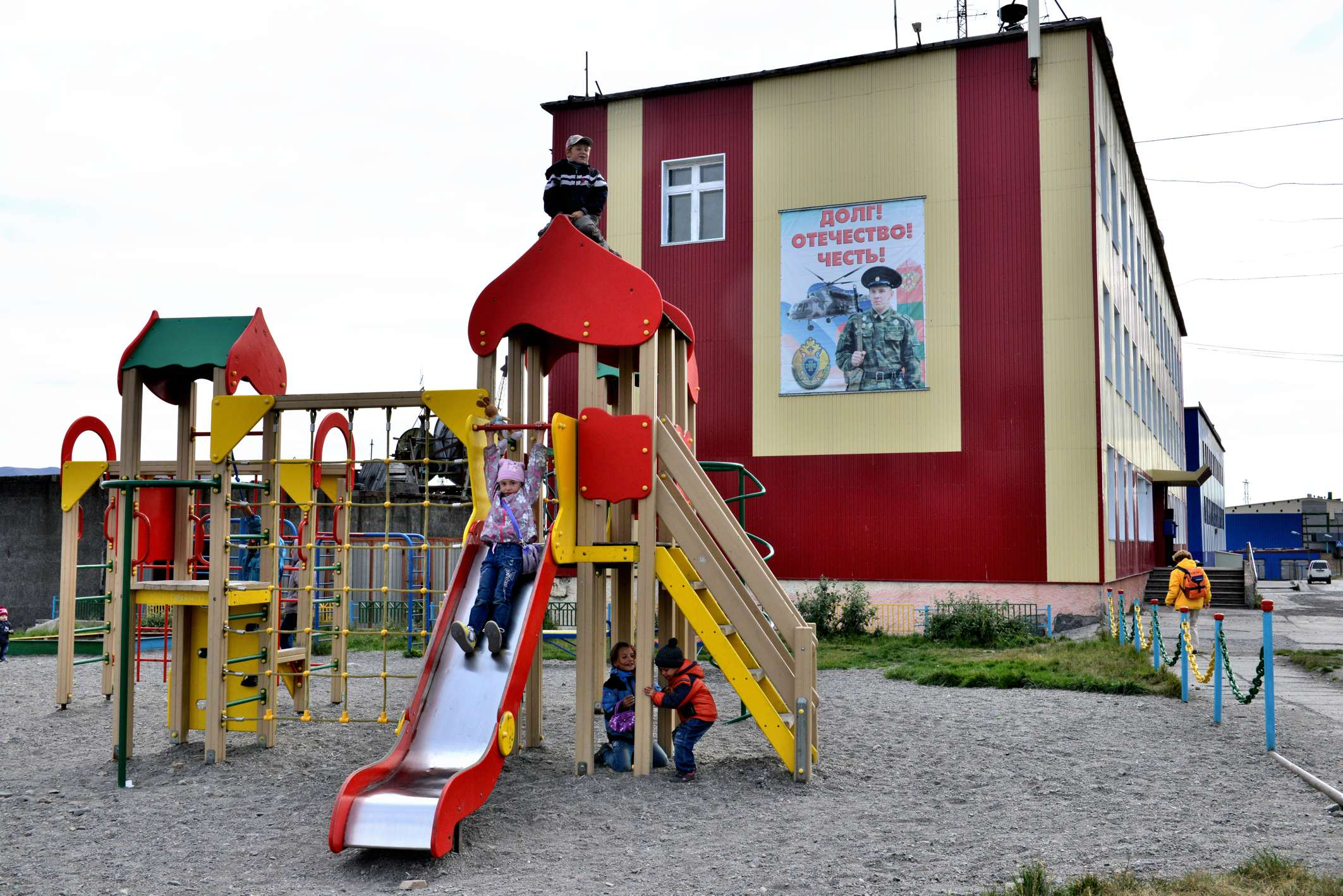
Parco Giochi
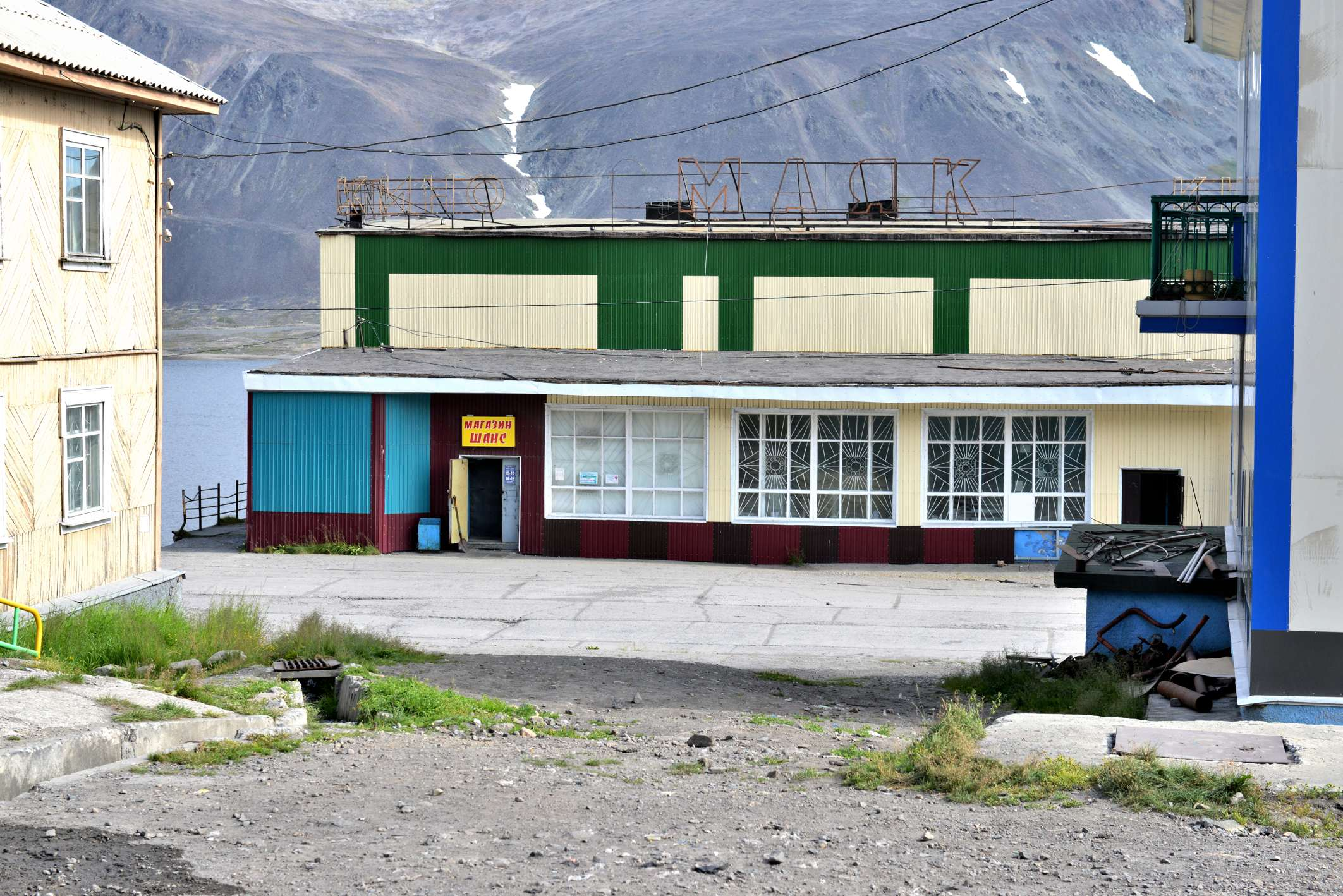
Il supermercato
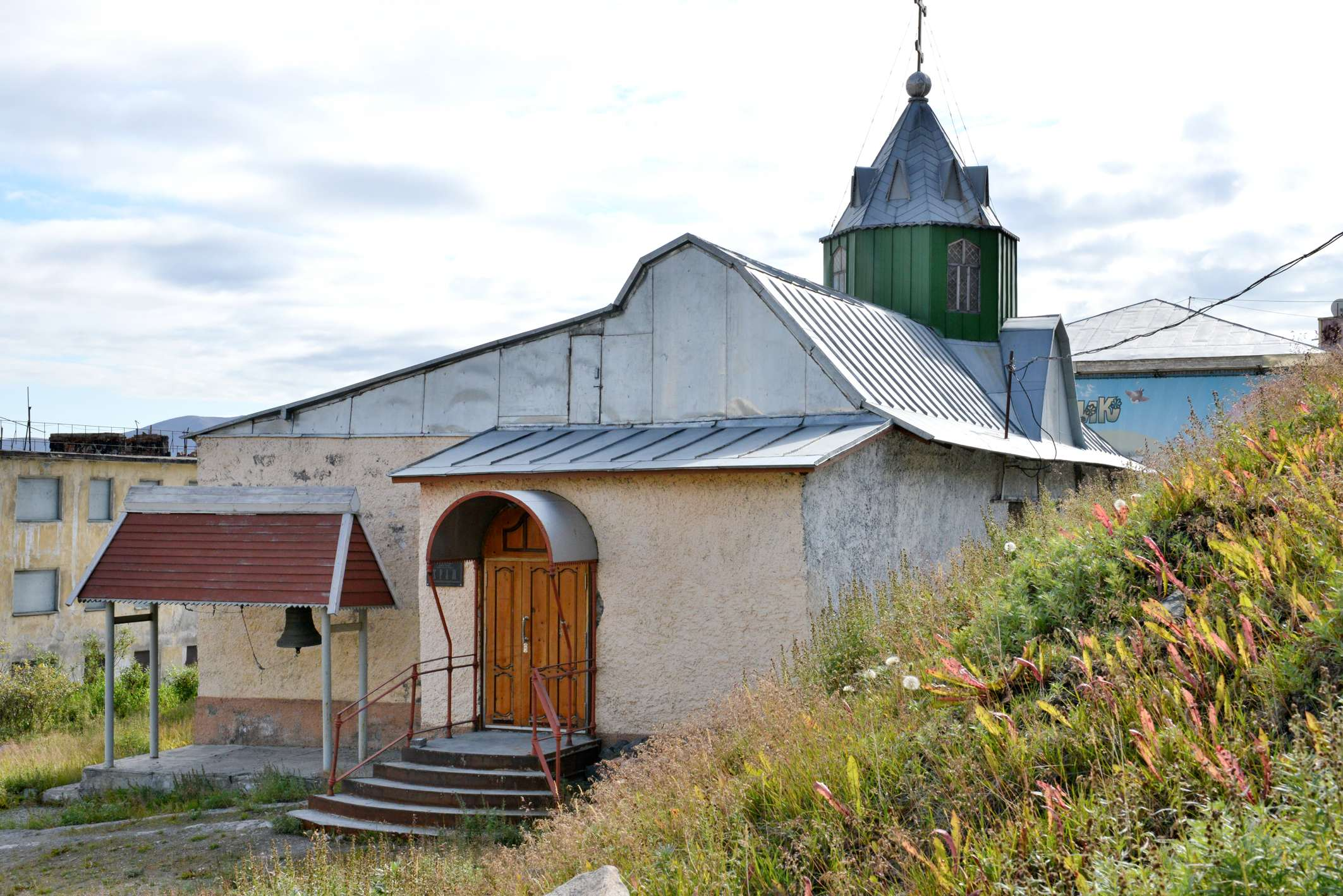
La Chiesa ortodossa
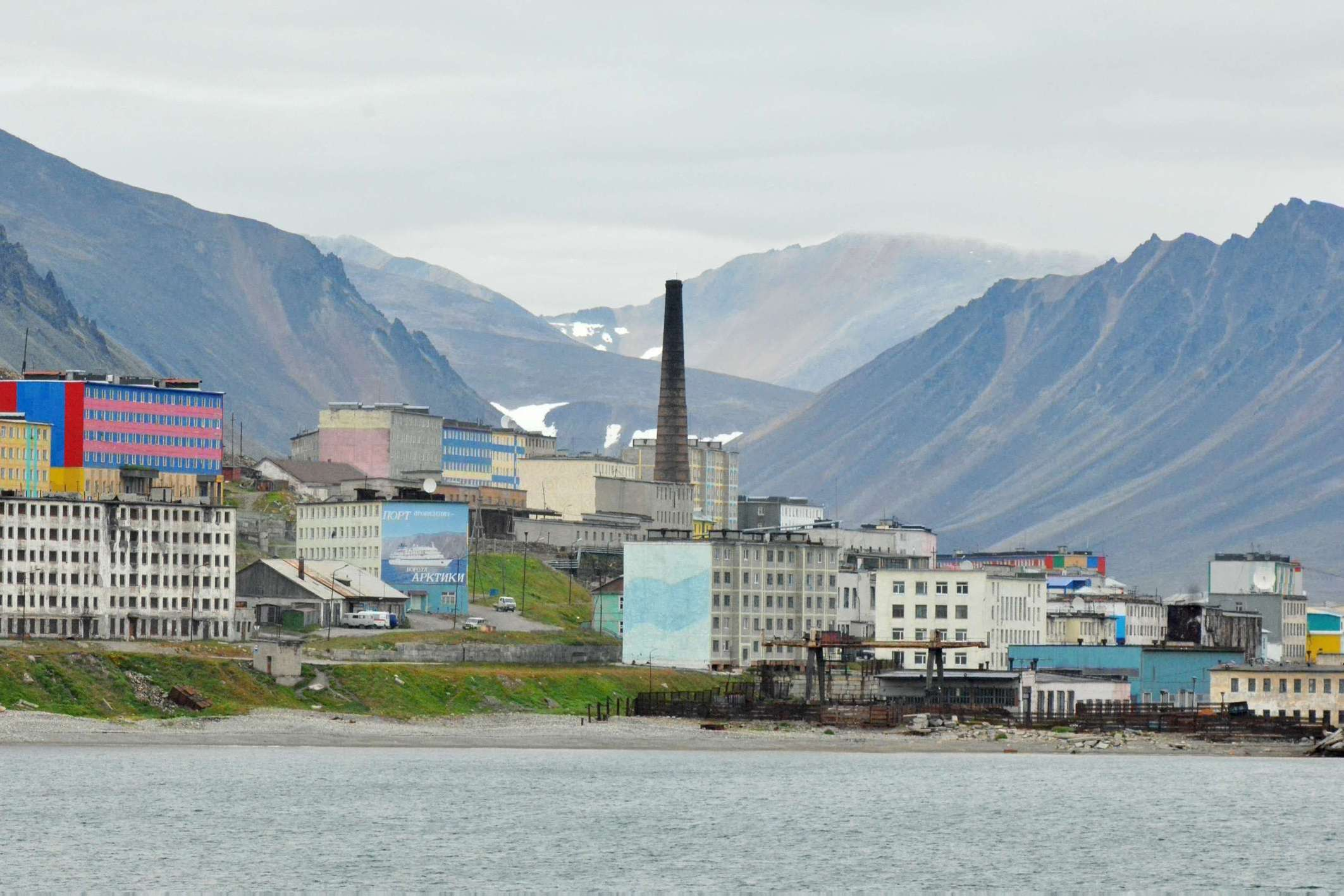
Veduta dal mare